# Cockpit (film)
Cockpit är en svensk komedifilm från 2012 i regi av Mårten Klingberg. Huvudrollen spelas av Jonas Karlsson.

## Handling
Piloten Valle (Jonas Karlsson) får helt oväntat sparken från sitt jobb på flygbolaget Örestad Aviation, och strax därefter vill hans fru Caroline (Karin Lithman) skilja sig, och i samband med det förlorar Valle även sin bostad. Han blir istället inneboende hos sin syster Maria (Ellen Jelinek).
När han söker jobb som pilot på Silver Airlines får han veta att de egentligen är ute efter en kvinna. Som en sista räddning tar Valle beslutet att klä ut sig till kvinna och söka jobbet igen. Han blir piloten "Maria" och får jobbet. Under en plötslig flygincident utför "Maria" en stor hjälteinsats, och blir genast Sveriges stora mediakändis. Dock minns Valle ingenting av olyckan, och frågan är vad som egentligen hände.

## Medverkande
- Jonas Karlsson – Valle / Maria
- Marie Robertson – Cecilia
- Ellen Jelinek – Maria
- David Bonté Atterberg – Linus
- Karin Lithman – Caroline
- Chatarina Larsson – Susanna
- Carina Söderman – Rakel
- Björn Gustafsson – Albin
- Sofia Ledarp – Annika
- Mårten Klingberg – Jens
- Gustav Levin – Peter
- Björn Andersson – Harald
- Måns Westfelt – Gunnar
- Eva Fritjofson – socialsekreterare
- Karin Bjurström – konsulten
- Tanja Lorentzon – nyskild magspecialist
- Frederik Nilsson – läkare efter flygkrasch
- Johan Friberg – läkare med dödsbesked
- Jimmy Lindström – arg taxichaufför
- Miran Kamala – sjungande taxichaufför
- Sebastian Sporsén – teknist
- Elmira Arikan – feminist på självförsvarskurs
- Rebecka Nyberg Wellén – bartjej
- Anna Parrow – flygvärdinna som vill skiljas
- Julia Marco-Nord – tacksam journalist
- Johan Karlberg – skeptisk journalist
- Kjell Lundgren – bonde
- Anders Axén – ledsen chef

## Om filmen
Filmen började spelas in i Trollhättan i slutet av maj 2011, men spelades även in i bland annat Göteborg. Från början var filmen beräknad att ha premiär i mars 2012, men premiären flyttades fram till 13 juli samma år.

## Mottagande
Cockpit sågs av 272 632 biobesökare i Sverige 2012 och blev det året den fjärde mest sedda svenska filmen i Sverige.